# Daniel Spielman
Daniel Alan Spielman (marzo de 1970, Filadelfia) es desde 2006 un profesor estadounidense de matemática aplicada y ciencias de la computación en la Universidad Yale.
Daniel Spielman se licenció en matemáticas y ciencias de la computación en la Universidad Yale en 1992, y se doctoró en matemáticas aplicadas en el Instituto de Tecnología de Massachusetts (MIT) en 1995. Su tesis doctoral se tituló Computationally Efficient Error-Correcting Codes and Holographic Proofs. Además enseñó en el Departamento de Matemáticas del MIT entre 1996 y 2005.
En 2008 fue galardonado con el Premio Gödel por su trabajo con Shanghua Teng sobre el análisis alisado (en inglés, smothed analysis) de algoritmos.